# Betta simplex
Betta simplex é uma espécie de peixe da família Belontiidae.
É endémica da Tailândia.